# Toppbjärs naturreservat
Toppbjär är ett privatägt naturreservat i Grimetons och Sibbarps socknar i Varbergs kommun i Halland. Det ligger mellan sjöarna Rörsjön, Grytsjön och Valasjön.
Reservatet ligger i norra delen av Åkulla bokskogar som är ett större bokskogsområde i mellersta Halland. Området är skyddat sedan 2007 och omfattar 58 hektar. Här växer gammal bokskog i sluttningar och bergsbranter ner mot tre olika sjöar.

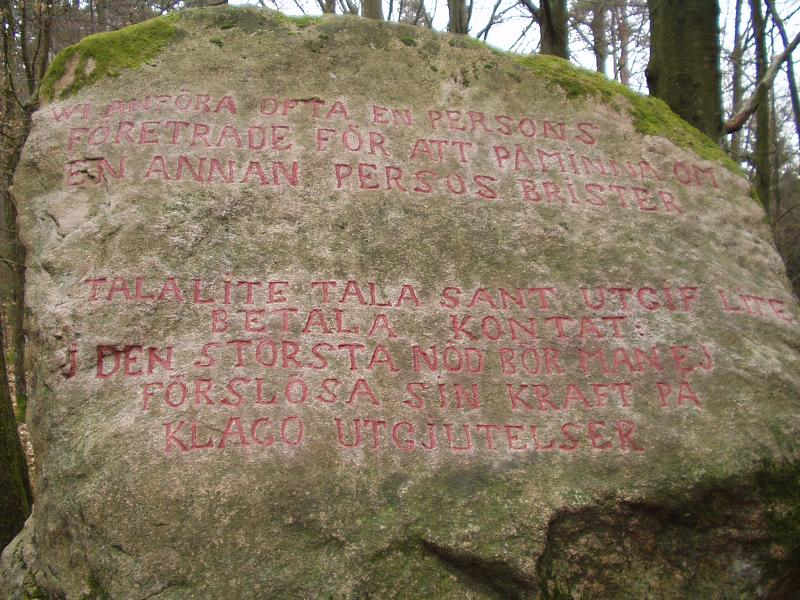
En av Bexells talande stenar

Inom området finns Bexells talande stenar där ordspråk är inristade på stenar och klipphällar. Närmare 160 sentenser och 560 namn är funna i området. Det var godsägaren och riksdagsmannen Alfred Bexell som i slutet av 1800-talet lät hugga in texterna.
Inom Åkulla bokskogar finns ett större antal strövstigar. En av dessa är Bexellstigen som går genom reservatet och förbi "ordspråksområdet".